# Павлівка (Миргородський район)
Павлі́вка — село в Україні, у Шишацькій селищній громаді Миргородського району Полтавської області. Населення становить 32 осіб. До 2015 орган місцевого самоврядування — Жоржівська сільська рада.

## Географія
Село Павлівка знаходиться за 2 км від села Гнатенки. По селу протікає пересихаюча Балка Безіменна з загатою.

## Історія
12 червня 2020 року, відповідно до розпорядження Кабінету Міністрів України № 721-р «Про визначення адміністративних центрів та затвердження територій територіальних громад Полтавської області», село увійшло до складу Шишацької селищної громади.
19 липня 2020 року, в результаті адміністративно - територіальної реформи та ліквідації Шишацького району, село увійшло до складу новоутвореного Миргородського району Полтавської області.